# Vittaria isoetifolia
Vittaria isoetifolia là một loài dương xỉ trong họ Pteridaceae. Loài này được Bory mô tả khoa học đầu tiên năm 1804.